# ATTITUDE (黒木メイサのアルバム)
『ATTITUDE』（アティチュード）は、2010年1月1日にリリースされた黒木メイサの2ndミニアルバムである。

## 解説
全曲 U-Key zoneによるプロデュース、MOMO"mocha"N.が作詞を手掛けている。アーティスト・メイサの「格好よさ」「クールさ」を全面に引き出した、マーケットに媚びない実験的かつハイクオリティーの意欲作。DVD付初回限定盤と通常盤の2形態で発売。

## 収録曲

### CD
全作曲：U-Key zone　全作詞（1,5,8以外）：MOMO"mocha"N.
1. ATTITUDE (Intro)　0:46[1]
2. Are ya Ready?　3:54[1]
3. Kind Of Guy　4:02[1]
4. #1　4:18[1]
5. No Restriction (Interlude)　0:45[1]
6. Late Show　4:27[1]
7. Stand Up!　3:32[1]
8. Before Dawn (Interlude)　0:30[1]
9. Awakening　5:08[1]

### DVD
1. Are ya Ready? (MUSIC VIDEO)